# آيت بولمان (بوتفردة)
آيت بولمان هي إحدى مشيخات المملكة المغربية، تتبع جغرافيا لإقليم بني ملال وإداريًا لبوتفردة. يقدر عدد سكانها بـ 7123 نسمة حسب الإحصاء الرسمي للسكان والسكنى لسنة 2004.